# Weintrauboa linguiforma
Espèce
Weintrauboa linguiforma est une espèce d'araignées aranéomorphes de la famille des Linyphiidae.

## Distribution
Cette espèce est endémique du Guizhou en Chine,. Elle se rencontre dans le xian de Pan dans la grotte Biyun.

## Description
Le mâle holotype mesure 4,72 mm et la femelle paratype 4,62 mm, les mâles mesurent de 4,56 à 4,72 mm et les femelles de 3,02 à 4,62 mm.

## Publication originale
- Yang & Chen, 2019 : « Description of a new cave spider species of genus Weintrauboa from Guizhou Province, China (Araneae: Pimoidae). » Journal of Chuxiong Normal University, vol. 33, no 3, p. 43-45.